# Pietro Pinna
Pietro Pinna di Pietro (* 5. Januar 1927 in Finalborgo; † 19. Oktober 2016 in Florenz) war ein italienischer Aktivist, Wehrdienstverweigerer und Pazifist.

## Leben
Der Sohn sardischer Eltern war Buchhalter und lebte in Ferrara, wo er 1948 den Einberufungsbescheid zur Armee erhielt. Als Pazifist beschloss er den Wehrdienst zu verweigern, was ihm zunächst zehn Monate, dann noch weitere acht Monate Gefängnis einbrachte. Bei der Verhandlung wurde Pinna von Bruno Segre verteidigt, einem Anwalt, der sich für das Verweigerungsrecht und Zivildienst einsetzte. Auch der Philosoph und Rektor aus Perugia Aldo Capitini setzte sich für Pinna ein. Er schriebt Parlamentarier an und machte den Fall „Pinna“ in Italien und im Ausland bekannt. Pinna war der erste Wehrdienstverweigerer der Nachkriegszeit. Er bekam Solidaritätstelegramme von Edith Wilson, der Witwe des US-Präsidenten Woodrow Wilson und von Tatiana Tolstaya, der Tochter von Lew Tolstoi. Der Labour-Politiker Baron Sorensen setzte sich direkt beim italienischen Ministerpräsidenten Degasperi für Pinna ein. Mit Capitini entwickelte sich zu dieser Zeit eine rege Korrespondenz, die schließlich zu einer Freundschaft unter Friedensaktivisten führte. Pinna wurde schließlich wegen einer angeblichen „Herzneurose“ („nevrosi cardiaca“) aus der Haft entlassen.
Anfang der Sechziger Jahr ging Pinna nach Sizilien und schloss sich Danilo Dolci an, dem „Gandhi Siziliens“. Danach vertieften Capitini und Pinna ihre Zusammenarbeit und organisierten 1961 gemeinsam den Friedensmarsch von Perugia nach Assisi, dem noch weitere folgten.
Pinna engagierte sich in der gewaltfreien Bewegung „Movimento Nonviolento“, der er als von 1968 bis 1976 vorstand. Bis zu seinem Tod organisierte er Aktionen für Gewaltlosigkeit und war verantwortlicher Leiter der Zeitschrift „Azione nonviolenta“.
Sein Einsatz für Frieden kostete ihn weitere Gefängnisstrafen
- nachdem er 1973 in Perugia Plakate gegen die Feierlichkeiten zum Tag der Streitkräfte („Kein Fest, sondern Trauer“) angebracht hatte, wurde er verurteilt, kam aber nach einem Monat auf Betreiben des Staatspräsidenten Giovanni Leone vorzeitig frei.

- 1979 wurde er in Triest wegen einer Straßenblockade zu einer achtmonatigen Haftstrafe verurteilt.

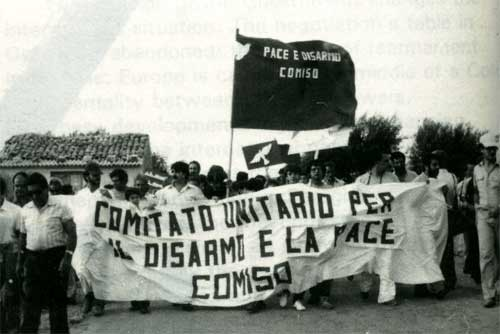

- Zur Jahreswende 1982/1983 organisierte er den Protestmarsch zur US-amerikanischen Raketenbasis in Comiso.

## Ehrungen
- Für sein Engagement wurde er 2008 mit dem Nationalen Preis für Gewaltlosigkeit ausgezeichnet
- 2012 verlieh die Juristische Fakultät der Universität Pisa Pietro Pinna die Ehrendoktorwürde in Friedenswissenschaften[4]